# 映画でにぎりっ屁!
『映画でにぎりっ屁!』（えいがでにぎりっぺ）は、漫画家・榎本俊二による映画評論コラム漫画。

## 概要
1ページ内に漫画と彼による短評文から成り、連載時の新作映画を批評する。講談社の週刊漫画誌『ヤングマガジンアッパーズ』に連載され、黒田硫黄『映画に毛が3本!』と1回ずつ交代で連載された。連載は同誌の創刊から休刊まで続き、2003年にはそれぞれが単行本としてまとめられた。単行本未収録の回を含め、全65回。

## 書誌情報
- 講談社、2004年1月28日初版発行、ISBN 978-4-06-364554-5
  - 55回分を収録